# Butterfly (film 1924)
Butterfly è un film muto del 1924 diretto da Clarence Brown che aveva come interpreti principali Laura La Plante, Ruth Clifford, Kenneth Harlan, Norman Kerry. 
La sceneggiatura di Olga Printzlau si basa sull'omonimo romanzo di Kathleen Norris che, prima della sua pubblicato nel 1924, era uscito a puntate su Pictorial Review nel 1923.

## Trama
Hilary Collier sacrifica la propria carriera per quella della sorella Dora, una violinista di talento. Per lei, rinuncia persino all'uomo amato che sposa Dora. Quando però la sorella si innamora di Kronski, un famoso musicista, e decide di lasciare il marito, la situazione si fa difficile, anche perché Kronski è innamorato della sorella maggiore. Un evento inaspettato riunisce Dora al marito, lasciando libera Hilary di sposare Kronski.

## Produzione
Il film fu prodotto dall'Universal Pictures. Una delle attrici, Margaret Livingston, venne "prestata" alla Universal dalla Regal Pictures, la casa di produzione che l'aveva sotto contratto.

## Distribuzione
Il copyright del film, richiesto dalla Universal Pictures, fu registrato il 12 agosto 1924 con il numero LP20496.

Distribuito dalla Universal Pictures e presentato da Carl Laemmle, il film uscì nelle sale statunitensi il 12 ottobre 1924 dopo essere stato presentato in prima mondiale al Forum Theatre, un nuovo teatro di Los Angeles, il 25 luglio 1924. L'evento attirò una grande folla, tanto che diverse centinaia di spettatori non riuscirono a entrare

In Danimarca, il film fu distribuito il 7 giugno 1926 con il titolo Blandt New Yorks Boheme; in Portogallo, l'11 marzo 1927 come Mariposa Animada. In Francia, prese il titolo La Papillonne, in Polonia quello di Motyl.
Copia completa della pellicola si trova conservata nell'UCLA Film And Television Archive di Los Angeles.